# 佐藤任弘
佐藤 任弘（さとう たかひろ、1932年1月20日 - 1998年6月19日）は、日本の海洋地理学者。
東京府東京市牛込区（現・東京都新宿区）生まれ。1954年東京大学理学部地質学科卒、1956年同大学院修士課程修了、1964年「日本列島周縁の深海平坦面と海底谷に関する地質学的研究」で理学博士。1956年海上保安庁水路部へ入る。1975年第六管区海上保安本部水路部長、1977年水路部海図課長、1982年測量課長、1983年沿岸調査課長、1984年企画課長、1985年第一管区海上保安本部次長、1986年水路部長。1984年硫黄島付近の海徳海山の隆起を見守った。

## 著書
- 『海底地形学』ラティス 1969
- 『海洋と大陸棚』共立出版 海洋開発シリーズ 1970
- 『海洋と地質』共立出版 海洋開発シリーズ 1971
- 『海底の地図 地球科学のフロンティア』中公新書　1974
- 『深海の地形 その生い立ちをさぐる』海洋出版 イルカぶっくす 1980
- 『深海底と大陸棚』共立出版 1981
- 『老夫婦の子育て奮戦記』近代文芸社 1999

### 共著
- 『地図のみた世界』堀淳一共監修・執筆 福武書店 サイエンス・アイ 1983

## 論文
- ＜佐藤任弘